# 샤론 존스
샤론 존스(영어: Sharon Jones, 1956년 5월 4일 ~ 2016년 11월 18일)는 미국의 가수였다.